# Sobotecký graduál
Sobotecký graduál je latinsky psaný liturgický zpěvník, významná památka ze začátku 16. století.

## Původ a osud knihy
Byl zhotoven v proslulé dílně Jana Táborského z Klokotské Hory pro kostel v Turnově na objednávku Jindřicha Felixe z Valdštejna. Datování není zcela jasné, donátor zemřel v roce 1537, předpokládá se tedy, že pochází z první třetiny 16. století. V roce 1613 jej zakoupil Václav z Lobkovic (syn Oldřicha Felixe z Lobkovic) od města Turnova pro literátské bratrstvo sv. Kříže při kostele sv. Maří Magdalény v Sobotce.
V roce 1639 jej nakrátko ukradl švédský voják po vpádu švédských vojsk do Čech v rámci třicetileté války. Déle než století pak graduál sloužil potřebám bratrstva. Když císař Josef II. v roce 1782 všechna literátská bratrstva zrušil, připadl graduál do majetku města Sobotky. V roce 1949 byl nákladně zrestaurován a dnes je uložen ve Státním archivu v Jičíně.

## Popis knihy
Fyzicky má kniha rozměry 45,5 x 31,5 cm, silná je zhruba 15 cm
a váží přibližně 15 kg. Vazba je vyztužena dřevěnými deskami, potažena světlou kůží s vytlačovaným zdobením, bronzovými zdobnými terči vprostřed obou desek a bronzovými nárožníky. Hřbet je žebrován, vazbu lze sepnout dvěma koženými spínadly. Listy graduálu jsou pergamenové, traduje se, že vyrobené ze 197 telat. O počtu listů se prameny rozcházejí, dle zdroje je v graduálu poznamenáno, že v roce 1597 měl 393 listů a v roce 1891 už jen 363 listů.

## Obsah knihy
Obsahem jde o latinsky psaný kališnický graduál, tedy zpěvník liturgických textů pro celý církevní rok a textů vztahujících se ke svatým i k Mistru Janu Husovi.

První stranu tvoří dva dodatečné zápisy. První shrnuje koupi v roce 1613
| „ | L.P. 1613 ve čtvrtek po sv. Diviši jeho milost vysoce urozený pán, pan Václav z Lobkovic, pán na Kosti a Beřkovicích, ráčil tento graduál za 32 kop 30 grošů koupiti, načež do kostela města Sobotky ke cti a chvále Boží na věčnou památku darovati… | “ |

 a druhý zmiňuje krádež v roce 1639.
Listy knihy jsou bohatě zdobeny figurálními motivy a rostlinnými rozvilinami – pásy zvlněných rostlinných úponků, často akantových či vinných. Jedinou celostránkovou ilustrací je erb Jindřicha Felixe z Valdštejna na druhém listu. V celé knize je sedm iniciál vyvedeno figurálně z několika ucelenějších výjevů je nejzajímavější vyobrazení Upálení Mistra Jana Husa v Kostnici.